# Claudia Zettel
Claudia Zettel (* 1982 in Villach, Kärnten) ist eine österreichische Journalistin mit den Themenschwerpunkten Netzpolitik sowie Technik und Medien.
Claudia Zettel studierte Publizistik an der Universität Wien. Sie startete ihre journalistische Laufbahn 2005 bei der pressetext Nachrichtenagentur GmbH. Dort wirkte sie ab 2009 als Stellvertreterin des CVD. Ab 2010 wechselte sie als Redakteurin zu der Tageszeitung Kurier und dem Portal futurezone, das der Kurier vom ORF übernommenen hatte. Im Februar 2014 wurde sie stellvertretende Leiterin des Ressorts „Digital/futurezone“. Nach Gerald Reischls Weggang wurde Zettel mit Jänner 2016 neue Chefredakteurin der futurezone. 2025 hat sie das Unternehmen verlassen.